# Riodina luctus
Riodina luctus är en fjärilsart som beskrevs av Berg 1896. Riodina luctus ingår i släktet Riodina och familjen Riodinidae. Inga underarter finns listade.